# Creed (musikgruppe)
 For alternative betydninger, se Creed. (Se også artikler, som begynder med Creed)
Creed var et alternativt post grunge rockband fra Florida, USA. der blev dannet i 1993. Gruppen består af forsanger Scott Stapp, guitarist Mark Tremonti, bassist Brian Marshall og trommeslager Scott Phillips. De fik deres første gennembrud i 2000 med sangen "With Arms Wide Open" fra albummet Human Clay.
Gruppen blev populær i slutningen af 1990'erne og begyndelsen af 2000'erne, hvor bandet udgav tre på hinanden følgende multi-platin albums, hvoraf den ene er blevet certificeret diamont. Creed har solgt over 28 millioner albums i USA, og mere end 53 millioner albums på verdensplan, så bandet var den niende bedst sælgende kunstner i 2000'erne. Creed er ofte anerkendt som en af de mest fremtrædende post-grunge bands i slutningen af 1990'erne og begyndelsen af 2000'erne.

## Diskografi
- My Own Prison (1997)
- Human Clay (1999)
- Weathered (2001)
- Full Circle (2009)

## Hæder
- Billboard Music Award For Årets Rocksang (1999)
- Billboard Music Award For Årets Rocknavn (1999)